# Мараш Кумбулла
Мараш Кумбулла (алб. Marash Kumbulla, нар. 8 лютого 2000, Песк'єра-дель-Гарда) — італійський і албанський футболіст, захисник клубу «Рома» і національної збірної Албанії.

## Клубна кар'єра
Народився 8 лютого 2000 року в італійському Песк'єра-дель-Гарда в родині вихідців з Албанії. Вихованець футбольної школи клубу «Верона». Дорослу футбольну кар'єру розпочав 2018 року в основній команді того ж клубу, в якій провів два сезони, взявши участь у 26 матчах чемпіонату. 
17 вересня 2020 року на умовах оренди з подальшим обов'язковим викупом приєднався до столичної «Роми».

## Виступи за збірні
На рівні збірних вирішив захищати кольори історичної батьківщини, дебютувавши у складі юнацької збірної Албанії (U-17) ще 2015 року. Загалом за юнацькі збірні Албанії взяв участь у 15 іграх.
Протягом 2018–2019 років залучався до складу молодіжної збірної Албанії. На молодіжному рівні зіграв у трьох офіційних матчах.
2019 року дебютував в офіційних матчах у складі національної збірної Албанії.

## Статистика виступів

### Статистика клубних виступів
Станом на 18 жовтня 2020
| Сезон              | Команда            | Чемпіонат          | Чемпіонат | Чемпіонат | Національний кубок | Національний кубок | Національний кубок | Континентальні кубки | Континентальні кубки | Континентальні кубки | Інші змагання | Інші змагання | Інші змагання | Усього | Усього |
| Сезон              | Команда            | Ліга               | Ігор      | Голів     | Ліга               | Ігор               | Голів              | Ліга                 | Ігор                 | Голів                | Ліга          | Ігор          | Голів         | Ігор   | Голів  |
| ------------------ | ------------------ | ------------------ | --------- | --------- | ------------------ | ------------------ | ------------------ | -------------------- | -------------------- | -------------------- | ------------- | ------------- | ------------- | ------ | ------ |
| 2018–19            | «Верона»           | B                  | 1         | 0         | КІ                 | 1                  | 0                  | -                    | -                    | -                    | -             | -             | -             | 2      | 0      |
| 2019–20            | «Верона»           | A                  | 25        | 1         | КІ                 | 1                  | 0                  | -                    | -                    | -                    | -             | -             | -             | 26     | 1      |
| Усього за «Верону» | Усього за «Верону» | Усього за «Верону» | 26        | 1         |                    | 2                  | 0                  |                      | -                    | -                    |               | -             | -             | 28     | 1      |
| 2020–21            | «Рома»             | A                  | 3         | 0         | КІ                 | 0                  | 0                  | ЛЄ                   | 0                    | 0                    | -             | -             | -             | 3      | 0      |
| Усього за кар'єру  | Усього за кар'єру  | Усього за кар'єру  | 29        | 1         |                    | 2                  | 0                  |                      | -                    | -                    |               | -             | -             | 31     | 1      |

### Статистика виступів за збірну
| Дата       | Місто   | Господарі | Результат | Гості   | Турнір                               | Голи | Примітки |
| ---------- | ------- | --------- | --------- | ------- | ------------------------------------ | ---- | -------- |
| 14-10-2019 | Кишинів | Молдова   | 0 – 4     | Албанія | Відбір до ЧЄ 2020                    | -    | 88'      |
| 11-10-2020 | Алмати  | Казахстан | 0 – 0     | Албанія | Ліга націй УЄФА 2020-2021 - 1-й етап | -    |          |
| 14-10-2020 | Вільнюс | Литва     | 0 – 0     | Албанія | Ліга націй УЄФА 2020-2021 - 1-й етап | -    | 32' 57'  |
| Усього     |         | Матчів    | 3         |         | Голів                                | 0    |          |

| Дата      | Місто   | Господарі | Результат | Гості   | Турнір                             | Голи | Примітки |
| --------- | ------- | --------- | --------- | ------- | ---------------------------------- | ---- | -------- |
| 11-9-2018 | Кальярі | Італія    | 3 – 1     | Албанія | Товариський матч                   | -    |          |
| 7-6-2019  | Стамбул | Туреччина | 2 – 2     | Албанія | Кваліфікація молодіжного Євро-2021 | -    | 85'      |
| 11-6-2019 | Дуррес  | Албанія   | 3 – 1     | Уельс   | Товариський матч                   | -    |          |
| Усього    |         | Матчів    | 3         |         | Голів                              | 0    |          |

## Титули і досягнення
- Переможець Ліги конференцій УЄФА (1):

«Рома»: 2021–22